# Ден Екройд
Де́ніел Е́двард Екро́йд (англ. Dan Aykroyd; нар. 1 липня 1952, Оттава, Канада) — канадський актор, комік. Став відомий завдяки участі у комічному телевізійному шоу «Суботнього вечора у прямому ефірі» та комічному дуету з Джоном Белуші. Отримав визнання також як і драматичний актор. Номінувався на «Оскара», лауреат премії Еммі, Ордену Канади.

## Біографія
Народився 1 липня 1952 року в місті Оттава, Канада. 
Його повне ім'я та прізвище — Деніел Едвард Екройд. Акторством цікавився ще з дитинства, але все ж вирішив навчитися «солідному» фаху і поступив на навчання до Карлтонського університету в Оттаві, але так і не закінчив цей навчальний заклад. На життя довелося заробляти на різних роботах: Ден був кондуктором потягу, а потім контролером. Згодом він розпочав кар'єру професійного коміка.
Був вихованцем торонтського відділення канадського комедійного театру «Секонд Сіті». Він також працював та вдосконалював свою майстерність на Канадському телебаченні. 1975 року він перебрався до Нью-Йорку, Там вже через кілька місяців розпочав свій шлях до слави. Протягом п'яти сезонів він був постійним учасником дуже популярної комедійної програми на телемережі Ен-Бі-Сі «Суботнього вечора у прямому ефірі». В цій телепрограмі він виступав разом з своїм давнім приятелем Джоном Белуші. їх спільні номери належали до найгаласливіших та найсмішніших у цій телепрограмі.
Творче співробітництво з Белуші продовжилося і в кіно. Вони знялися разом у трьох фільмах, з яких найуспішнішою стала стрічка 1980 року «Брати Блюз». На жаль, це співробітництво було перервано 1982 року трагічною смертю Джона Белуші. А Екройд продовжив роботу в кіно. В 1983 році знявся в стрічці «Помінятися місцями», в якій партнером Екройда був афроамериканський комік Едді Мерфі.
Велетенським касовим успіхом стала стрічка «Мисливці на привидів» (1984). Екройд був її співсценаристом (як і другої частини цього кінохіта), а його партнером у цій стрічці був інший колишній учасник телешоу «Прямий ефір суботнього вечора» — комерційний актор Білл Мюррей. В стрічці «Шпигуни, як ми» (1985), виконував роль американського шпигуна, якого закинули до Сибіру і який випадково разом з іншими своїми «колегами-асами» розпочав ядерний конфлікт між супердержавами. Весела тема для комедії!
З'являвся не лише в комедійних ролях. Так він здивував всіх, і критиків, і глядачів, сповненою драматизму роллю сина Джессіки Тенді в стрічці «Шофер міс Дейзі» (1989). За цю роль він отримав свою єдину номінацію на «Оскара», як найкращий другоплановий актор.
Перша спроба спробувати себе як кінорежисера виявилася невдалою, бо стрічка «Одні лише неприємності» зазнала провалу, але не позначилася на його кар'єрі, бо на той час він вже мав хороші позиції як кінокомік. Можна нагадати ще одну дуже популярну комедію «Моя мачуха — інопланетянка» (1988), де актор виконував роль науковця, що одружується з надзвичайно вродливою інопланетянкою в особі акторки Кім Бесінґер.
І в останніх ролях актор робить спроби розширити свій акторський діапазон. Як приклад, можна навести дві частини мелодрами «Моя дочка» чи пригодницько-детективну стрічку «Проникнення». В стрічці 1993 року «Конусоголові» Екройд пригадав деякі свої старі жарти з телешоу «Прямий ефір суботнього вечора». Та й сама ця стрічка базувалася на скетчах з тієї телепрограми. Ден Екройд одружений з акторкою Донною Діксон. Він є співвласником популярного «Хард-рок кафе».

## Фільмографія
- 1977 — «Кохання з першого погляду» (Канада) (Love At First Sight)
- 1979 — «Мондо Відео містера Майка» (Mr. Mike's Mondo Video)
- 1979 — «1941»
- 1980 — «Брати Блюз» (The Blues Brothers)
- 1981 — «Сусіди» (Neighbors)
- 1982 — «Це прийшло з Голлівуду» (It Came From Hollywood)
- 1983 — «Помінятися місцями» (Trading Places)
- 1983 — «Доктор Детройт» (Doctor Detroit)
- 1983 — «Сутінкова зона» (Twilight Zone: The Movie)
- 1984 — «Індіана Джонс і Храм Долі» (Indiana Jones and the Temple of Doom)
- 1984 — «Мисливці на привидів» (Ghostbusters)
- 1984 — «Ніщо не триває вічно» (Nothing Lasts Forever)
- 1985 — «У ніч» (Into the Night)
- 1985 — «Шпигуни, як ми» (Spies Like Us)
- 1986 — "Ще одна «Суботня ніч» (Once More Saturday Night)
- 1987 — «Мережі зла» (Dragnet)
- 1988 — «Подорож кушеткою» (The Couch Trip)
- 1988 — «Добре на природі» (The Great Outdoors)
- 1988 — «Гравці в гольф-2» (Cad-dyshack II)
- 1988 — «Моя мачуха — іншопланетянка» (My Stepmother Is An Alien)
- 1989 — «Мисливці на привидів 2» (Ghostbusters II)
- 1989 — «Водій міс Дейзі» (Driving Miss Daisy)
- 1990 — «Шалені детективи» (Loose Cannons)
- 1991 — «Майстри загрози» (Mastersof Menace)
- 1991 — «Одні неприємності» (Nothing But Trouble)
- 1991 — «Моя дочка» (My Girl)
- 1992 — «Це моє життя» (This Is My Life)
- 1992 — «Проникнення» (Sneakers)
- 1992 — «Чаплін» (Chaplin)
- 1993 — «Яйцеголові» (Coneheads)
- 1994 — «Моя дочка-2»(My Girl 2)
- 1994 — «Норт»(North)
- 1995 — «Випадковий фактор» (The Random Factor)
- 1995 — «Канадський бекон» (Canadian Bacon)
- 1995 — «Тюхтій Томмі» (Tommy Boy)
- 1996 — «Сержант Білко» (Sgt. Bilko)
- 1997 — «Вбивство у Гросс-Пойнті» (Grosse Pointe Blank)
- 1998 — «Мураха Антц» (Antz)
- 2000 — «Невдаха» (Loser)
- 2001 — «Еволюція» (Evolution)
- 2004 — «Різдво з невдахами» (Christmas with the Kranks)
- 2004 — «50 перших поцілунків» (50 First Dates)
- 2004 — «Диявол і Деніел Вебстер»
- 2007 — «Чак і Ларрі: Запальні молодята» (I Now Pronounce You Chuck and Larry)
- 2012 — «Брудна кампанія за чесні вибори» (The Campaign)
- 2015 — «Пікселі» (Pixels)
- 2021 — «Мисливці на привидів: З того світу» (Ghostbusters: Afterlife)
- 2024 — «Мисливці на привидів: Крижана імперія» (Ghostbusters: Frozen Empire)